# Chris Cole
Chris Cole, född 10 mars 1982 i Statesville, North Carolina, är en professionell amerikansk skateboardåkare.

## Sponsorer
- DC SkateBoarding
- Thunder Trucks
- Spitfire Wheels
- G-Spot Skate and Snow

## Medverkat i
- TransWorld The Reason (1998)
- Tricknology(not sure)
- TransWorld Feedback (1999)
- Oh My God! (2000)
- 411VM issue #40 (2000)
- TransWorld Videoradio (2001)
- Project of a Lifetime (2001)
- TransWorld In Bloom (2002)
- Zero Dying to Live (2002)
- Capital Crimes (2002)
- Thrasher Magazine King of the Road 2004, 2005, 2006
- Zero New Blood (2005)
- Hot Wax (2005)
- Ride The Sky (2008)

## Meriter
- 2004 - Thrasher's King of the Road vinnande lag
- 2004 – Tampa Pro Best Trick – 1:a placering
- 2005 – Gravity Games – 1:a placering
- 2005 – Första signaturskon (The Trooper) från Fallen Footwear
- 2005 – X Games 11 – 3:e placering
- 2005 – Thrasher's Skater of the Year
- 2005 – Thrasher's King of the Road vinnande lag
- 2005 – Thrasher's King of the Road Most Valuable Player
- 2005 – Goofy vs Regular contest Most Valuable Player
- 2005 – Vans Downtown Showdown Most Valuable Player
- 2005 – Hammers vs Bangers contest - 1:a placering
- 2006 – Global Assault contest - 4:a placering
- 2006 – 8th Annual Transworld Readers Choice Award vinnare
- 2006 - X Games 12 – 1:a placering
- 2006 - éS Game of Skate - 2:a placering, slog Jimmy Carlin, dock förlorade han mot Alez Mizurov
- 2006 - Thrasher's King of the Road winning team (med Zero), tredje året i rad
- 2006 - Andra signaturskon (The ripper) från Fallen Footwear